# The Legend of Zelda: The Minish Cap
The Legend of Zelda: The Minish Cap (Japans: ゼルダの伝説 ふしぎのぼうし; Zeruda no densetsu: fushigi no bōshi) is een tweedimensionaal Zeldaspel uitgebracht voor de Game Boy Advance op 12 november 2004. Het spel werd ontwikkeld door Capcom en uitgegeven door Nintendo.
Net als in alle andere delen van de Zelda-franchise is de hoofdrolspeler Link en draait alles om de Triforce: een legendarische eenheid, bestaande uit drie delen: Wijsheid, Moed en Kracht. Deze drie delen samen vormen één geheel, die de eigenaar ervan ongekende krachten verleent.
De stijl van het spel is licht gebaseerd op die van The Legend of Zelda: The Wind Waker, onder andere Links uiterlijk, verschillende personages en items. Ook komen er personages en voorwerpen voor uit eerdere Zelda-spellen.

## Het verhaal
Het verhaal van The Minish Cap begint als Link gewekt wordt uit een diepe slaap. Zijn grootvader (de smid van Hyrule) krijgt bezoek van Prinses Zelda en vraagt Link om haar te begeleiden naar het jaarlijkse Picori Festival in het dorp. Elk jaar vieren de inwoners van Hyrule feest om de Picori te eren, een minivolk met magische krachten dat lang geleden geholpen heeft een duister kwaad te verjagen.
De competitie zwaardvechten is een van de populairste onderdelen van het festival. De winnaar mag namelijk het legendarische Picorizwaard aanraken. Dit wapen is gesmeed door de Picori en functioneert als een zegel dat een doos vol narigheid dichthoudt. Uiteindelijk heeft de grote winnaar van het festival, Vaati, andere plannen. Op zoek naar iets dat in de doos zit, vernietigt hij het Picorizwaard en laat de gruwelijke inhoud ervan los in Hyrule. Het voorwerp dat hij zocht blijkt echter niet in de doos te zitten! Dan valt zijn oog op Princess Zelda, wier adellijke bloed de kracht van het licht met zich meedraagt, en Vaati verandert haar In steen.
De oudsten van Hyrule smeden snel een plan; een krijger moet eropuit worden gestuurd om de Picori te vinden, opdat die het zwaard kunnen herstellen. Het probleem is dat de Picori zich alleen aan kinderen laten zien. Gewapend met het beste zwaard van zijn grootvader biedt Link aan deze tocht te ondernemen en het kwaad uit Hyrule voorgoed te verjagen...

## Voorwerpen en uitrusting
Ook in dit Zeldaspel zijn er weer een heleboel voorwerpen (oude en nieuwe) te vinden. De standaardvoorwerpen zijn vooral te vinden in de kerkers, de geheime voorwerpen liggen ergens anders in Hyrule verstopt.
Link zijn avontuur begint met Smith's Sword, een zwaard dat door zijn grootvader gesmeed is. Later in het spel zal Link het White Sword krijgen, het Picorizwaard. Deze wordt telkens verbeterd als een nieuw element wordt verzameld. Het laatste zwaard uit The Minish Cap is het Four Sword. Dit zwaard is eigenlijk het White Sword met alle elementen.

## Kerkers
The Legend of Zelda: The Minish Cap telt in totaal 6 kerkers met elk een eigen eindbaas die Link moet verslaan. Hieronder volgt een lijst:
- Deepwood Shrine

Locatie: Minish Woods
Voorwerp(en): Gust Jar
Eindbaas: Big Green Chuchu
Opbrengst: Heart Container, Earth Element
- Cave of Flames

Locatie: Mt. Crenel
Voorwerp(en): Cane of Pacci
Eindbaas: Gleerok
Opbrengst: Heart Container, Fire Element
- Fortress of Winds

Locatie: Wind Ruins
Voorwerp(en): Mole Mitts, Ocarina of Wind
Eindbaas: Mazaal
Opbrengst: Heart Container
- Temple of Droplets

Locatie: Lake Hylia
Voorwerp(en): Flame Lantern
Eindbaas: Big Octorok
Opbrengst: Heart Container, Water Element
- Palace of Winds

Locatie: Cloud Tops
Voorwerp(en): Roc's Cape
Eindbaas: Gyorg Pair
Opbrengst: Heart Container, Wind Element
- Dark Hyrule Castle

Locatie: Hyrule Castle
Voorwerp(en): /
Eindbaas: Vaati (Sorcerer Form), Vaati (Wind Mage Form), Vaati (Final Form)
Opbrengst: /

## Kinstones
Volledig nieuw in dit spel is het samensmelten van de zogenaamde Kinstones. Link kan in zijn avontuur Kinstone pieces vinden en deze laten samengaan met een Kinstone piece van iemand anders in Hyrule. Als twee stuks van dezelfde kleur en vorm samengaan vindt ergens in Hyrule een speciale gebeurtenis plaats: het verschijnen van schatkisten, het openen van geheime portalen, speciale monsters, teleporteren, en dergelijke. Als Link alle Kinstones in het spel heeft laten samengaan, krijgt hij van Tingle een speciale trofee.

## Ontvangst
| Beoordeeld door                | Jaar | Platform         | Score |
| ------------------------------ | ---- | ---------------- | ----- |
| G4 TV: X-Play                  | 2006 | Game Boy Advance | 100%  |
| Tap-Repeatedly/Four Fat Chicks | 2006 | Game Boy Advance | 100%  |
| Gamers' Temple, The            | 2005 | Game Boy Advance | 96%   |
| Retro Gamer                    | 2005 | Game Boy Advance | 94%   |
| Gamer 2.0                      | 2005 | Game Boy Advance | 90%   |
| Nintendo Spin                  | 2005 | Game Boy Advance | 90%   |
| Gaming Target                  | 2005 | Game Boy Advance | 90%   |
| GamerDad                       | 2005 | Game Boy Advance | 80%   |
| Video Game Talk                | 2005 | Game Boy Advance | 80%   |
| Game Freaks 365                | 2005 | Game Boy Advance | 80%   |

## Trivia
- Het spel is opgenomen in het boek 1001 Video Games You Must Play Before You Die van Tony Mott.